# 陳旺欉
陳旺欉（1925年7月23日—2006年3月9日），宜蘭市人，是宜蘭本地歌仔「壯三新涼樂團」團長，1989年獲得教育部薪傳獎。
1925年農曆5月13日出生於宜蘭市，父蔡柏選，母陳阿市。因父親入贅，故隨母姓。三歲喪父，後跟著母親改嫁至壯三（今宜蘭市東村社區）。八歲入壯四公學校（今宜蘭市黎明國小），十歲因與祖母同住三結，因此轉學二結公學校（今五結鄉學進國小）。十三歲公學校畢業，自立更生，做糖果小販、漢藥店學徒、宜蘭溫泉之雜役兼管帳、木工學徒。1944年徵調當軍伕，因瘧疾而提前退役。退伍後作過賣蜆、木工、拖板車工及工會常務監事、碾米廠工人、石礦廠工人、宜蘭暨集堂副團長、宜蘭三聖宮廟祝、宜蘭市東村里第7鄰鄰長、到後來的本地歌仔教席、「壯三新涼樂團」團長。
二次大戰末期，1944年，因當地戲班「壯三本地歌仔班」的旦角林木根被抓去作軍伕，十九歲的陳旺欉因個子小、瓜子臉，因此臨危受命演出《山伯英臺》的女旦祝英臺，展開多年的戲班生活。師從黃茂琳和陸登科，也就是陳三如的徒孫、被視為台灣本地歌仔的創始者貓仔源的曾徒孫。當時皇民化運動時雖然禁止傳統戲劇演出，但因為興建宜蘭機場的勞工須要娛樂，因此該班可以周六日去工地表演。該戲班又因屬於業餘性質，為喜歡演戲的村人組成，多靠觀眾自由打賞，當時不受日本政府「禁鼓樂」影響。戰後，該戲班常遠赴海線的福隆、澳底、貢寮，以及山線的內寮、十分寮演出，當時頗具聲望。也常與其他戲班鬥戲，如「宜仁京」、「草地仔班」等。
1948年陳旺欉與王姓女子借扇訂緣，交往三年後成婚，婚後育四男一女。1953年，陳旺欉二十七、八歲時因參與三星天送埤的堤防工作，導致左眼出現毛病而瞎掉，因此戲班只好散班。
戲班解散後，陳旺欉為過戲癮偶爾會到公園唱歌仔，直到羅東公園福德廟落成，當地滾歌仔藝人邀請共同演出，並在舅舅葉讚生贈送義眼下，才又重新踏上舞台。舅甥一生一旦，一同表演。1983年，應邀赴台北青年公園之文建會民間劇場中表演，以具有鄉土色彩的老歌仔味打動觀眾心扉，從此文教機構邀演不斷。並協助宜蘭縣政府文化局及國立傳統藝術中心完成本地歌仔紀錄保存出版工作。1989年得到薪傳獎。
1995年11月5日在宜蘭縣文化中心輔導下，在宜蘭三聖宮成立新一代的「壯三新涼樂團」，由陳旺欉繼續指導。
2005年，陳旺欉得知罹肺癌末期後，依然抱病指導子弟技藝。該年得到第一屆宜蘭文化獎。2006年3月9日晚上7時36分，在兒孫隨侍左右下病逝家中，享壽81歲。